# La canción del Emelec
La canción del Emelec, una de las canciones más emblemáticas del Club Sport Emelec de Ecuador, escrita por Juan Cavero y musicalizada por Carlos Argentino. Fue inicialmente grabado en 1965. El coro «Y ya lo ve» fue extraído de la hinchada del Racing Club de Argentina, que gritaban «Y ya lo ve, y ya lo ve, es el equipo de José». Musicalmente La canción del Emelec es una guaracha.
La canción fue creada por inspiración tras ganar los campeonatos nacionales de 1965 y el campeonato de Asoguayas de 1966. Debido a que era una canción deportiva su sello disquero no aprobó la grabación de la canción, por lo que tuvo que alquilar de forma particular el estudio de grabación para gravar el sencillo en un disco de 45 revoluciones que salió a la venta a 20 sucres. Se vendieron aproximadamente 5 000 copias del sencillo.

## Letra
En la letra destaca el lujoso juego futbolístico que mostraron en el campeonato de 1965, año en el cual Emelec quedó campeón invicto.
“El Ballet Azul, señores, este año se pasó, y del pueblo ecuatoriano es el cuadro sensación; sin estrellas ni vedetes, siempre luchando con fe, así gana los partidos el equipo de Emelec. Y ya lo ve, y ya lo ve, es el equipo de Emelec”.
En la letra de la canción además nombra a la plantilla de jugadores que formaron parte de los 6 Reyes Magos y del grupo llamado Ballet Azul de Paternoster: Ordeñana, Mina, Romanelli, Maridueña, Calonga, Bolaños, Fernández, Merizalde, Mageregger, Pineda y Delgado Mena.